# Chilochromis duponti
Chilochromis duponti es una especie de peces de la familia Cichlidae en el orden Perciformes.

## Morfología
Los machos pueden llegar alcanzar los 22 cm de longitud total.

## Alimentación
Come básicamente vegetación acuática (algas principalmente) y en menor cantidad insectos pequeños.

## Hábitat
Es una especie de clima tropical.

## Distribución geográfica
Se encuentra en Angola, República Democrática del Congo y República del Congo.

## Observaciones
Es una especie agresiva en cautividad.